# نيوماركت فلمز
نيوماركت فيلمز (بالإنجليزية: Newmarket Films) هي شركة أمريكية متخصّصة في إنتاج وتوزيع الأفلام تابعة لشركة نيوماركت كابيتال جروب. تأسّست عام 1994 على يد كريس بول وويل تايرل. وقد استحوذت عليها "Exclusive Media Group" عام 2009.

## وصلات خارجية
- مقالات تستعمل روابط فنية بلا صلة مع ويكي بيانات